# (29815) 1999 CG112
A (29815) 1999 CG112 a Naprendszer kisbolygóövében található aszteroida. A LINEAR projekt keretében fedezték fel 1999. február 12-én.